# TiVo
TiVo是美國Teleworld公司所開發的數位錄影機，內建選台器、電子節目指南及硬碟，並可錄製節目。
Teleworld公司創始人是吉姆·巴頓（Jim Barton）和 Mike Ramsay，二人最早在時代華納有線電視（Time Warner Cable）工作，Teleworld後來改名為TiVo，1999年1月首次在CES展出。Mike Ramsay 宣布1999年3月31日會推出第一個版本，因為3月31日這天是藍月，因此工程師便將第一版命名為 TiVo DVR "Blue Moon".
TiVo內建Linux作業系統，提供即時錄影、預約錄影等功能。並獲得美國艾美獎互動電視設計傑出成就獎。

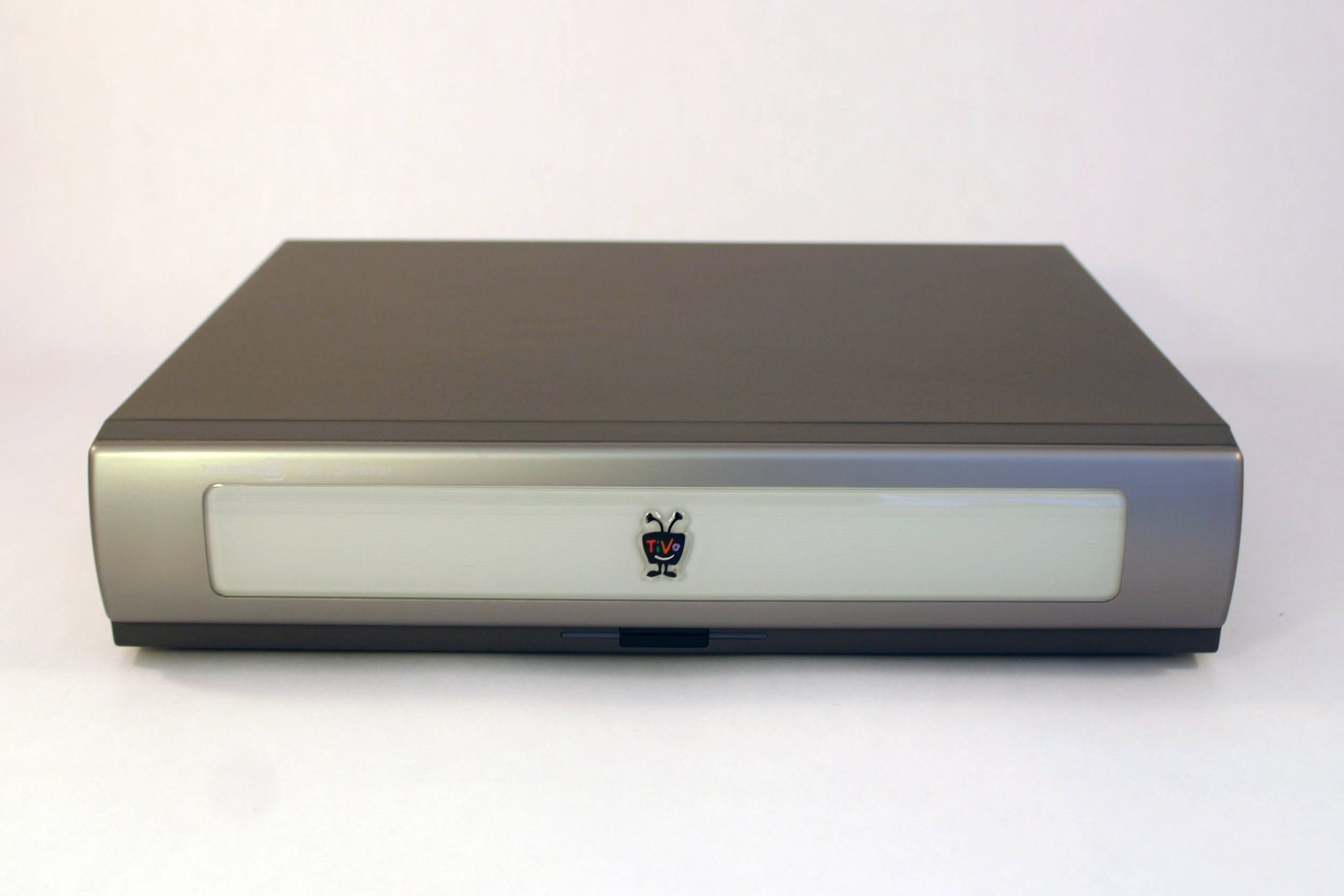
TiVo Series2 5xx系列正面
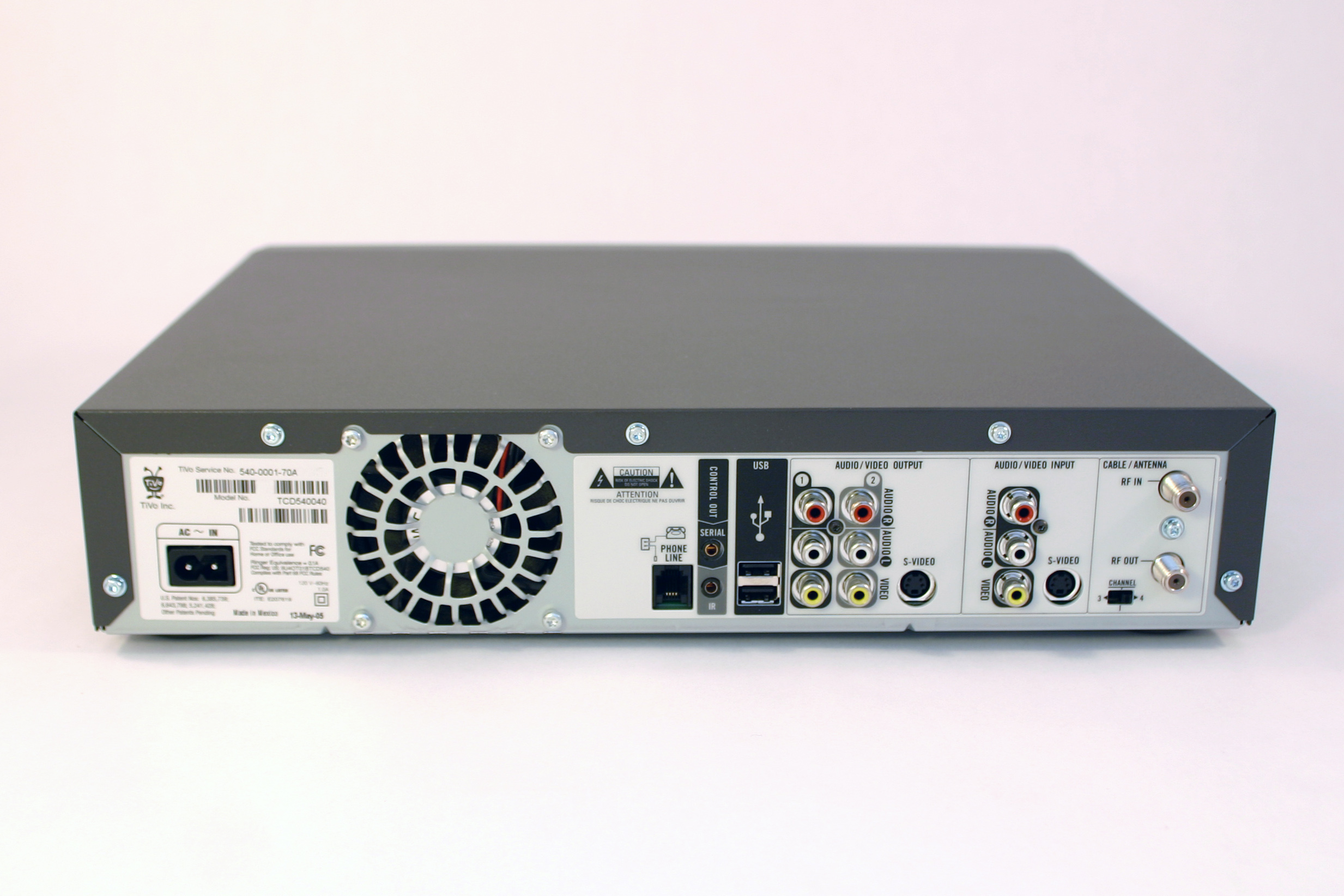
TiVo Series2 5xx系列背面

## 外部連結
- TiVo全球官方網站（页面存档备份，存于）
- MIT Technlogy Review (09/2005) - "TiVo, the Starving Actor" （页面存档备份，存于）
- Tivo community website（页面存档备份，存于）
- Unofficial TiVo Blog
- 替您錄科技股份有限公司（页面存档备份，存于）
- TiVo台灣粉絲團（页面存档备份，存于）
- TiVo台灣官方YouTube頻道（页面存档备份，存于）
- How to Connect TiVo to a WiFi Network